# Yetialtica
Yetialtica is een geslacht van kevers uit de familie bladkevers (Chrysomelidae).
De wetenschappelijke naam van het geslacht werd in 1991 gepubliceerd door Doberl.

## Soorten
- Yetialtica besucheti Doberl, 1991
- Yetialtica pindapoyensis (Cabrera, 1998)